# カトマンズ・ポスト
『カトマンズ・ポスト』(The Kathmandu Post) は、ネパールの主要な日刊新聞。1993年2月にシャム・ゴエンカが創刊し、同紙はネパールにおける最も規模が大きな英字新聞のひとつとなっている。この新聞は、資本が独立しており、ネパール語で刊行されているネパール最大の新聞『カンティプール (Kantipur)』を刊行しているカンティプール・パブリケーションズが発行している。『カトマンズ・ポスト』は、アジアの19の新聞の連合体であるアジア・ニュース・ネットワークの一員である。『カトマンズ・ポスト』は、ネパールで最初の私有された英語のブロードシート日刊紙であり、95,000 部の発行部数でネパール最大の英字新聞となっている。
『カトマンズ・ポスト』は6ページ建の最初から5ページ分を主に国内ニュースに割き、毎日、最後のページを、解説記事やインタビュー、自動車レビュー、レストラン・レビュー、旅行案内など、様々な特集記事に使っている。平日の間、この新聞は、社会、生活とスタイル、ファッション、テクノロジーなどを取り上げた国内外の文化や芸術に関するニュースも取り上げている。一方、週末の『カトマンズ・ポスト』は、長い体裁の報道記事や風刺記事、創造的なノンフィクション記事などに焦点を当てている。
2018年に、アヌプ・カフルが編集責任者となって以降、『カトマンズ・ポスト』は、より長大な、調査報道記事に焦点を当て始め、分析や解説などが日刊紙としての報道の中核を占めるようになっている。

## 紛争
2007年10月、かつてのネパール統一共産党系の毛沢東主義反政府勢力と関連をもつ集団である、全ネパール印刷出版労働組合 (the All Nepal Printing and Publication Workers' Union) が、『カトマンズ・ポスト』のオフィスを襲撃した。印刷機は破壊され、新聞の発行はできなくなった。この襲撃に抗議して、200人のジャーナリストたちや法律の専門家たちがカトマンズでデモ行進をおこなった。

### 中国大使館との紛争
2020年2月18日、『カトマンズ・ポスト』はアメリカ合衆国の元NATO大使アイヴォ・ダールダーが執筆し、当初はアジア・ニュース・ネットワークの一員である『コリア・ヘラルド』に掲載された記事を転載し、これに毛沢東がマスクを着用している姿を捉えたシャッターストックのストック写真を添えた。在ネパール中国大使館は、この記事と写真に反発し、報道発表を出して、この記事が「悪意ある意図」に基づいて発表されたものであり、「中国政府と人民が新型コロナウイルス感染症と戦っている努力を意図的に連想させ、中国の政治機構に悪意ある攻撃を加えようとするものだ」と述べた。この報道発表は、広くジャーナリストたちや外交官たちの間で「外交儀礼」に反するものと受け止められ、中国政府が隣国における言論の自由に干渉しようとしたものだと見なされた。